# Viksholmsfestivalen

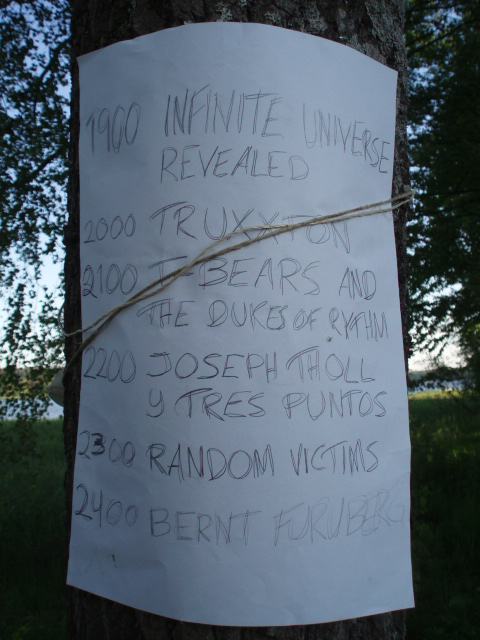
Handskrivet spelschema fastsatt runt ett träd.

Viksholmsfestivalen är en musikfestival i mindre skala som anordnas i Arvika.
Festivalen i fråga är det äldsta som Arvika kan erbjuda i festivalväg, och bland Sveriges äldsta festivaler. Till en början var inriktning progg men har övergått till tung rockmusik.

## Historik och utveckling
Viksholmsfestivalen grundades 1971 när stadens kulturkafé för första gången arrangerade något som liknade den festival som finns i dag. 1970-talet var blommornas och proggens gyllene år och även artistfältet gick i detta musikaliska tema. Man lyckades få dit Hoola Bandoola Band och Kebnekaise och det blev en stor succé. Arrangörerna räknade med att man lockade uppskattningsvis mellan 3000 och 4000 besökare.[källa behövs]
De senaste åren har musiken gått i hårdrockens tecken även om en del andra musikstilar har presenteras också. Likaså 2006, som dock gick back och Entombed headlinade. Festivalen 2010 avbröts. 2011 tog festivalen ett uppehåll för att vara tillbaka igen 2012 då med tonvikt på lokala band. Festivalen skulle ha hållits under våren men hölls istället i månadsskiftet augusti/september.